# Amt Meyenburg
Das Amt Meyenburg ist ein 1992 gebildetes Amt im Landkreis Prignitz des Landes Brandenburg, in dem zunächst sechs Gemeinden im damaligen Kreis Pritzwalk zu einem Verwaltungsverbund zusammengefasst wurden. Im Zuge der Auflösung des Amtes Pritzwalk-Land wurden dem Amt Meyenburg weitere Gemeinden zugeordnet. Andererseits verringerte sich die Anzahl der Gemeinden durch Gemeindezusammenschlüsse und Eingliederungen, sodass das Amt Meyenburg derzeit fünf amtsangehörige Gemeinden hat.

## Geographische Lage
Das Amt Meyenburg liegt im Norden des Landkreises Prignitz. Es grenzt im Westen an das Amt Putlitz-Berge, im Nordwesten und Norden an das Land Mecklenburg-Vorpommern, im Osten an die Stadt Wittstock/Dosse und die Gemeinde Heiligengrabe sowie im Süden an die Stadt Pritzwalk.

## Gemeinden und Ortsteile
Das Amt Meyenburg gliedert sich derzeit in fünf Gemeinden:
- Gerdshagen mit Giesenhagen, Rapshagen und Struck
- Halenbeck-Rohlsdorf mit Brügge, Ellershagen, Halenbeck, Rohlsdorf und Warnsdorf
- Kümmernitztal mit Buckow, Felsenhagen, Grabow und Preddöhl
- Marienfließ mit Frehne, Jännersdorf, Krempendorf, Kuwalk, Neu Redlin, Stepenitz und Stolpe
- Meyenburg (Stadt) mit Bergsoll, Buddenhagen, Griffenhagen, Schabernack, Schmolde, Penzlin und Penzlin-Süd

## Geschichte
Der Minister des Innern des Landes Brandenburg erteilte der Bildung des Amtes Meyenburg am 26. August 1992 seine Zustimmung. Als Zeitpunkt für das Zustandekommen des Amtes wurde der 28. August 1992 festgelegt. Die Zustimmung war zunächst befristet bis zum 28. August 1994. Die Befristung wurde durch das Innenministerium mit Wirkung vom 11. Juli 1994 aufgehoben. Zum Amtssitz wurde die Stadt Meyenburg bestimmt. Zum Zeitpunkt der Bildung des Amtes waren folgende Gemeinden aus dem damaligen Kreis Pritzwalk zugeordnet:
1. Frehne
2. Jännersdorf
3. Krempendorf
4. Schmolde
5. Stepenitz
6. Stadt Meyenburg

Die Gemeinde Schmolde wurde zum 31. Dezember 2001 in die Stadt Meyenburg eingegliedert. Ebenfalls zum 31. Dezember 2001 schlossen sich die Gemeinden Frehne, Jännersdorf, Krempendorf und Stepenitz zur neuen Gemeinde Marienfließ zusammen.
Im Zuge der Auflösung des Amtes Pritzwalk-Land zum 31. Dezember 2002 wurden die Gemeinden Gerdshagen, Halenbeck-Rohlsdorf und Kümmernitztal bereits zum 1. Juli 2002 dem Amt Meyenburg zugeordnet.

## Bevölkerungsentwicklung
Als das Amt 1992 gebildet wurde, hatte es 3938 Einwohner. Die Bevölkerungszahl sank bis 2001 auf 3679 Einwohner. Durch die Übernahme der Gemeinden Gerdshagen, Halenbeck-Rohlsdorf und Kummernitztal aus dem aufgelösten Amt Pritzwalk-Land stieg die Einwohnerzahl auf 5373 Einwohner im Jahr 2002. In der Folge sank die Einwohnerzahl weiter ab und fiel 2006 auf unter 5000 Einwohner (Grenzwert für ein Amt nach der Amtsordnung des Landes Brandenburg).
| Jahr | Einwohner |
| ---- | --------- |
| 1992 | 3 938     |
| 1995 | 3 909     |
| 2000 | 3 682     |
| 2005 | 5 086     |
| 2010 | 4 577     |
| 2015 | 4 258     |

| Jahr | Einwohner |
| ---- | --------- |
| 2020 | 4 170     |
| 2021 | 4 177     |
| 2022 | 4 147     |
| 2023 | 4 132     |
| 2024 | 4 067     |

Gebietsstand des jeweiligen Jahres, Einwohnerzahl: Stand 31. Dezember, ab 2011 auf Basis des Zensus 2011, ab 2022 auf Basis des Zensus 2022

## Amtsdirektor
- 2004–2014: Katrin Lange
- seit 2015: Matthias Habermann

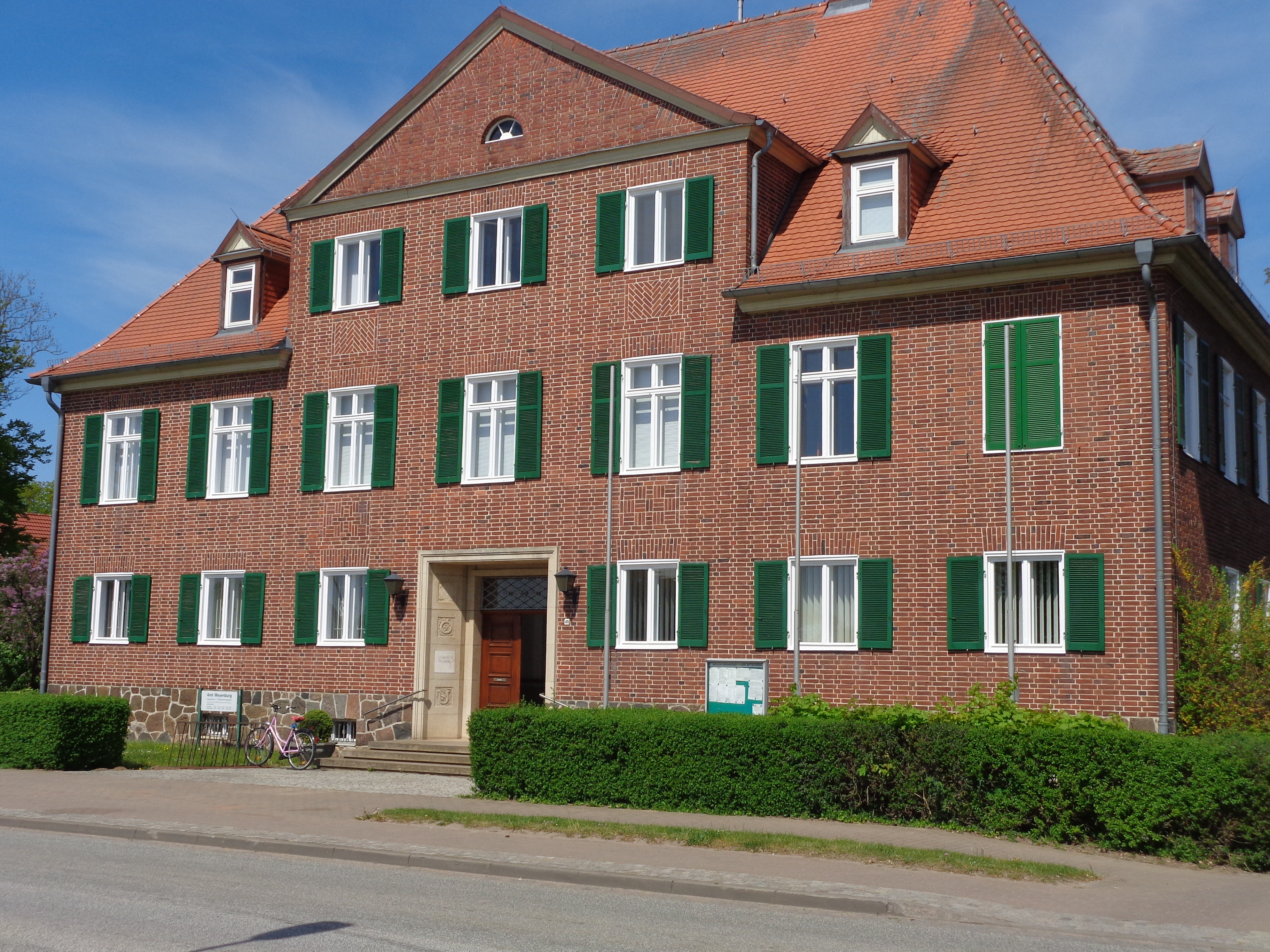
Amt Meyenburg (2016)

Habermann wurde am 23. Februar 2015 durch den Amtsausschuss für eine Amtsdauer von acht Jahren gewählt. Er trat sein Amt am 1. März 2015 an. Er wurde am 19. Dezember 2022 für weitere acht Jahre in seinem Amt bestätigt.